# 錢兆沆
錢兆沆，字蓼湑，浙江長興（今浙江省長興縣）人，清朝政治人物、同進士出身。
康熙三十九年，登進士。康熙四十六年，任陝西沔縣知縣。康熙五十三年，任雲南知州。康熙五十七年，任禮部員外郎。康熙六十一年，任禮部郎中。雍正二年，任湖廣道監察御史。雍正六年，禮科掌印給事中、湖廣上荊道。雍正十年，任湖北上荊南道，巡視南城。